# Староконстантиновский уезд
Староконстанти́новский уе́зд (Староконстантиновскій уѣздъ; укр. Старокостянтинівський повіт; в 1921—1923 — Константиновский) — административно-территориальная единица Волынской губернии Российской империи, созданная в 1796 году и существовавшая до 1923 года. Уездный центр — город Староконстантинов.

## Описание
Уезд занимал юго-западную часть губернии. Наибольшая протяжённость с севера на юг была 50 вёрст (53 км), с запада на восток — 96 вёрст (102 км). Граничил на северо-западе с Кременецким, на севере Острожским и Заславским, на востоке Новоград-Волынским уездами Волынской губернии, на востоке с Литинским, на юге с Проскуровским и Летичевским уездами Подольской губернии, на западе — с Австро-Венгрией. Занимал площадь 2249,8 вёрст² или 234 354,1 десятин (2560 км²) и был наименьшим в губернии.
По данным переписью населения Российской империи 1897 года в уезде проживало 193 889 человек. Из них 76,94 % — украинцы, 14,29 % — евреи, 5,55 % — поляки, 1,74 % — русские, 1,83 % — чехи, 0,31 % — белорусы.
В уезде насчитывалось сельских общин — 177, местечек — 8, всех населённых пунктов — 245 (считая хуторы и фольварки).
Уезд был ликвидирован в 1923 году. Волочиская и Маначинская волости, части Авратинской и Купольской волостей отошли к Проскуровскому округу Подольской губернии, остальная территория — к Шепетовскому округу Волынской губернии.

## Административное деление
По состоянию на 1906 год в уезде было 13 волостей:
- Авратинская (волостное правление — с. Шибенна)
- Базалийская (м-ко Базалия)
- Волочиская (м-ко Волочиск)
- Колковская (с. Колки) (ок. 1907 переименована в Корчовскую)
- Красиловская (м-ко Красилов)
- Кульчинецкая (м-ко Кульчины)
- Купельская (м-ко Купель)
- Маначинская (с. Маначин)
- Решновецкая (с. Решнёвка)
- Сковородецкая (с. Сковородки)
- Староконстантиновская (г. Староконстантинов)
- Теофипольская (м-ко Теофиполь)
- Чернеловецкая (с. Чернелевка)

В уезд входили 235 населённых пунктов (включая урочища, фольверки и хутора). Среди них 1 город (Староконстантинов) и 8 местечек (Базалия, Волочиск, Красилов, Кузьмин, Кульчины, Куполь, Ожиговцы, Теофиполь).